# Please Please Me (sång)
Please Please Me är en Beatleslåt som blev The Beatles första listetta i Storbritannien våren 1963. Den gavs ut med som singel med "Ask Me Why" på B-sidan och är The Beatles andra singel i Storbritannien på EMI-etiketten Parlophone 45-R 4983 utgiven den 11 januari 1963. Observera att det särskilt anges på skivnumret att det är en 45-varvs vinylskiva och inte en 78-varvs stenkaka. Detta är den sista Beatlessingel där detta anges specifikt på skivnumret, därefter var 45-varvsskivorna så självklara att det inte längre behövde skrivas ut.
"Please Please Me" är den enda singel där Paul McCartneys namn nämns före John Lennons (trots att båda låtarna i huvudsak är Lennons. Det är också John Lennon som är försångare på båda.)
- Sid 1
- "Please Please Me" (McCartney-Lennon)
- Sid 2
- "Ask Me Why" (McCartney-Lennon)

## Låten och inspelningen
Låten spelades in första gången 11 september 1962 men Martin tyckte inte den lät riktigt färdig och uppmanade gruppen att jobba vidare på den. Lennon och McCartney jobbade tillsammans på att göra om den. Inspirerade av Everly Brothers (särskilt deras låt "Cathy’s Clown") arrangerade man om den. Bland andra tydliga influenser på låten märks både Roy Orbison och Buddy Holly. Då man spelade in "Please Please Me" på nytt 26 november 1962 ska en exalterad George Martin ha sagt: "Gratulerar, mina herrar. Ni har just spelat in er första listetta." Martin fick rätt, även om det kan råda smärre tvivel kring om låten blev en etta till 100% eftersom den inte var etta på alla av de många skivlistor som fanns i England vid denna tid. Tillsammans med "Ask Me Why" släpptes låten 11 januari 1963 i England.
I Storbritannien blev singeln "Please Please Me" Beatles första etta på flera topplistor, men den nådde enbart plats 2 på Record Retailer, som numera räknas som den officiella. I USA vägrade EMI-etiketten Capitol till en början att ge ut singeln, varför den först ut på det mindre skivbolaget Vee-Jay Records den 7 februari 1963.
Albert Goldman skrev att "inledningen har nästan högtidliga klockspelstoner, att den uppåtstigande melodilinjen med det ekande call and response-sjungandet låter som sjömännens hej och hå när de sätter segel, och att sången är ett rop: lycklig resa!"(i Goldmans bok "John Lennon" 1988, sidan 139 i den svenska översättningen från 1988).
Lennon har ofta psalmliknande långa toner i sina melodier. Kanske detta beror på att Lennon som liten pojke ofta besökte högmässor, och han verkligen älskade musiken där! Efter besöken brukade han improvisera egna kompletterande melodier till psalmerna och ritualerna.(Pete Shotton and Nicholas Schaffner "John Lennon in my Life" 1983, sidan 22). Lyssna på likheterna med den psalmliknande "bröllopsmarschen" i Mendelssohns "En midsommarnattsdröm", samma fallande melodi, och samma långa toner.
Den uppåtstigande melodin finns i många folksånger, bland annat i "News Evens Song" och "Come Fair One".
Benny Andersson berättar för Expressen den 20 november 1995: "Jag minns exakt när jag hörde "Please Please Me" första gången. Det var på ungdomsgården på Tegelvägen i Vällingby. Det sa pang direkt. Inget hade låtit så tidigare."
Ulf Lundell berättar för Expressen samma dag: "1963 fyllde jag 14 år. Vi hade just gått igenom "Bobbi-perioden, Vinton, Darin, och så kommer plötsligt en singel som hette "Please Please Me". Det var som en orkan som samlat kraft därborta vid Irländska sjön och svepte in över Stockholm, det här var vansinnigt, det här var den nya tiden".

## Svensk singel
I Sverige var "Please Please Me" Beatles första singel. Enligt Hans Olof Gottfridssons bok From Cavern To Star-Club kom singeln ursprungligen ut med den brittiska B-sidan "Ask Me Why" även i Sverige, men snart byttes B-sidan ut mot "Love Me Do", som tidigare inte givits ut i Sverige. Det intressanta är att man valde inspelningen från den 4 september 1962 med Ringo Starr på trummor. I välsorterade skivaffärer kunde man därför i Sverige få tag i denna inspelning under hela 1960-talet, vilket var omöjligt i Storbritannien (utom möjligen i specialaffärer). Den svenska singeln gavs ut på EMI-etiketten Odeon SD 5937.
- Sid 1
- "Please Please Me" (McCartney-Lennon)
- Sid 2
- "Love Me Do" (Lennon/McCartney) - inspelningen från 4 september 1962 med Ringo Starr på trummor

## Listplaceringar
| Lista (1963)   | Position          |
| -------------- | ----------------- |
| Irland         | 10                |
| Storbritannien | 2                 |
| Sverige        | 16 (Kvällstoppen) |
| Sverige        | 7 (Tio i topp)    |
| USA            | 3                 |
| Västtyskland   | 20                |